# Сойфер, Виктор Александрович
Ви́ктор Алекса́ндрович Со́йфер (род. 18 июня 1945 года, Куйбышев) — советский и российский учёный, академик РАН (2016), президент Самарского университета, заведующий кафедрой технической кибернетики Самарского университета, доктор технических наук, профессор, директор Института систем обработки изображений РАН, заслуженный деятель науки Российской Федерации (1999).

## Биография
Сын инженера А. М. Сойфера.
В 1968 году окончил радиотехнический факультет Куйбышевского авиационного института им. академика С. П. Королёва (СГАУ).
В 1971 году защитил кандидатскую диссертацию «Моделирование обобщенного гауссова канала для анализа и синтеза систем передачи информации».
С 1974 года— доцент СГАУ, в 1975—1983 годах — декан факультета системотехники СГАУ. В 1979 году защитил докторскую диссертацию «Восстановление параметров полей в системах автоматизации экспериментальных исследований: синтез алгоритмов и проектирование пространственных фильтров» по специальности «Техническая кибернетика и теория информации».
С 1981 года — профессор по кафедре автоматизированных систем управления СГАУ, с 1982 — заведующий кафедрой технической кибернетики, с 1990 — ректор СГАУ.
С 1994 года — директор Института систем обработки изображений (ИСОИ) РАН, с 2010 — президент СГАУ
Член научных советов РАН по проблемам «Информатика», «Голография», «Оптическая память и нейронные сети».
Жена — Сойфер Виктория Антоновна, преподаватель музыкального училища.

## Труды
Соавтор более 300 научных работ и более 50 изобретений. Основные монографии:
- «Обработка пространственно-временных сигналов» (Москва, Связь, 1976).
- «Обработка изображений в автоматизированных системах научных исследований» (Москва, Наука, 1982).
- «Laser beam mode selection by computer-generated holograms» (Boca Raton, CRC Press, 1994).
- «Iterative methods for diffractive optical elements computation» (London, Taylor and Francis, 1997).

## Санкции
6 марта 2022 года после вторжения России на Украину подписал письмо в поддержку российской агрессии. С 9 июня 2022 года находится под персональными санкциями Украины за поддержку войны. Также был внесён ФБК в список коррупционеров и разжигателей войны за поддержку нападения на Украину, 16 марта 2022 года форумом свободной России внесён в «Список Путина» и доклад «поджигателей войны» с предложением введения против него международных санкций.

## Признание
- Орден Александра Невского (25 июля 2021) — за заслуги в научно-педагогической деятельности, подготовке квалифицированных специалистов и многолетнюю добросовестную работу[7]
- Почётный гражданин Самарской области (26 декабря 2014)[8]
- Орден «За заслуги перед Отечеством» III степени (13 декабря 2010)[9]
- Премия Правительства Российской Федерации в области науки и техники 2007 года (27 февраля 2008)[10]
- Орден «За заслуги перед Отечеством» IV степени  (7 февраля 2006) — За большой вклад в развитие науки и подготовку квалифицированных кадров[11]
- Медаль «За заслуги в проведении Всероссийской переписи населения» (2002)[источник не указан 649 дней]
- Заслуженный деятель науки Российской Федерации (1999)[3]
- Орден Почёта (1995) — за большой вклад в разработку и освоение новых видов специальной техники[источник не указан 649 дней]
- Соросовский профессор (1994)[источник не указан 649 дней]
- Первая премия Германского общества содействия прикладной информатике (1993) — за лучшую научную работу в области обработки изображений и распознавания образов[источник не указан 649 дней]
- Почётная грамота Президиума Верховного совета Российской Федерации (1992) — за многолетнюю успешную работу по подготовке квалифицированных кадров для авиационной промышленности и других отраслей народного хозяйства, большой вклад в развитие науки[12]
- Государственная премия Российской Федерации в области науки и техники (1992) — за разработку лазерных технологий и их внедрение при создании новой авиационно-космической техники[1]